# Villozi
Villozi (en russe : Ви́ллози, en finnois : Villasi) est une commune urbaine du raïon de Lomonossov de l'oblast de Léningrad, en Russie. Elle est le centre administratif de l'établissement urbain de Villozi. Sa population s'élevait à 3 019 habitants en 2024.    

## Géographie
Villozi est située dans l'oblast de Léningrad, un sujet de Russie européenne qui fait partie du district fédéral du Nord-Ouest. La localité se trouve dans le raïon de Lomonossov, une des raïons de l'oblast, et fait partie de l'établissement urbain de Villozi, une municipalité du raïon, dont elle est le chef-lieu,,.
Villozi, comme tout l'oblast de Léningrad, est située dans le fuseau horaire MSK (heure de Moscou). Le décalage horaire appliqué par rapport au temps universel coordonné est +03:00.

## Démographie
Recensements (*) et estimations de la population,:
| 2002* | 2010* | 2021* | 2024  | - |
| ----- | ----- | ----- | ----- | - |
| 3 064 | 3 865 | 3 113 | 3 019 | - |